# رمزگذار افزایشی

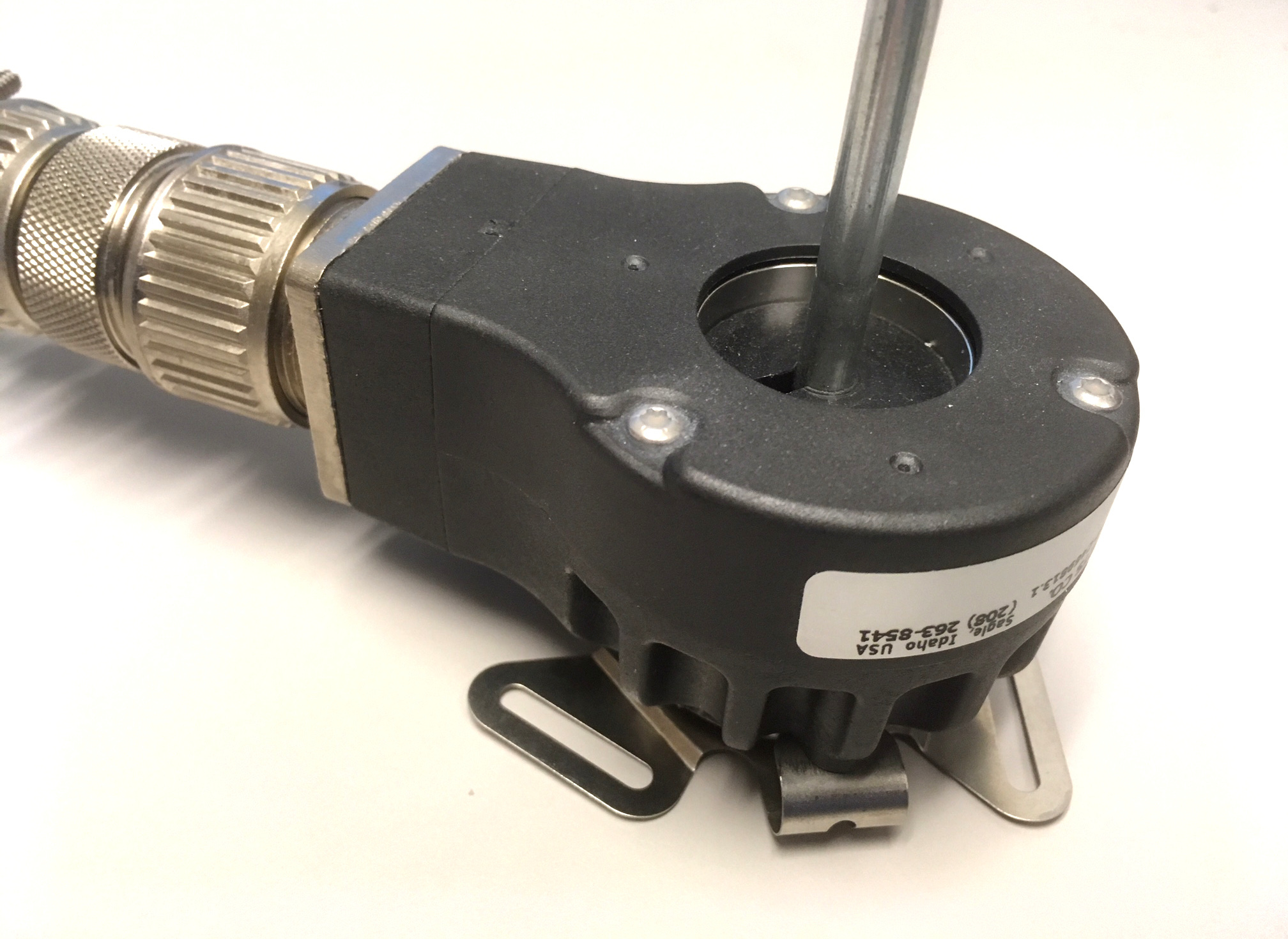
یک رمزگذار افزایشی چرخشی با محوری که به دهانه بازشو وصل می‌شود.

رمزگذار افزایشی یا رمزگذار نمُوی یک دستگاه الکترومکانیکی خطی یا دوار است که دارای دو سیگنال خروجی A و B است که هنگام جابجایی دستگاه، پالس می‌دهد. در کنار هم، سیگنال‌های A و B هم وقوع و هم جهت حرکت را نشان می‌دهند. بسیاری از رمزگذارهای افزایشی دارای سیگنال خروجی اضافی هستند، به‌طور معمول شاخص یا Z, که نشان می‌دهد رمزگذار در یک موقعیت مرجع خاص قرار دارد. همچنین، برخی از رمزگذارها یک خروجی وضعیت (معمولاً زنگ تعیین شده) را ارائه می‌دهند که نشان‌گر وضعیت عیب داخلی مانند خرابی یاتاقان یا نقص سنسور است.
برخلاف یک رمزگذار مطلق، رمزگذار افزایشی موقعیت مطلق را نشان نمی‌دهد؛ فقط تغییرات در موقعیت را گزارش و برای هر تغییر موقعیت، جهت حرکت را گزارش می‌دهد. در نتیجه، برای تعیین موقعیت مطلق در هر لحظه خاص، لازم است سیگنال‌های رمزگذار را به یک رابط رمزگذار افزایشی ارسال شود، که موقعیت مطلق رمزگذار را ردیابی و گزارش می کند.
رمزگذارهای افزایشی موقعیت را تقریباً به صورت لحظه‌ای گزارش می‌دهند، که به آن‌ها امکان می‌دهد تا بر حرکات مکانیزم‌های با سرعت بالا تقریباً در لحظه نظارت کنند. به همین دلیل، انکودرهای افزایشی معمولاً در کاربردهایی که نیاز به اندازه‌گیری دقیق و کنترل موقعیت و سرعت دارند، استفاده می‌شوند.

دو موج مربعی که جهت حرکت آنها با علامت اختلاف فاز A-B نشان داده می شود که در این حالت منفی است زیرا A از B عقب تر است.

یک رمزگذار افزایشی از یک رمزگذار مربعی برای تولید سیگنال های خروجی A و B استفاده می کند. پالس‌های ساطع شده از خروجی‌های A و B دارای کد مربعی هستند، به این معنی که وقتی رمزگذار افزایشی با سرعت ثابت حرکت می‌کند، موج‌های A و B مربعی شکل هستند و بین A و B اختلاف فاز 90 درجه وجود دارد.
در هر زمان خاص، اختلاف فاز بین سیگنال های A و B بسته به جهت حرکت رمزگذار مثبت یا منفی خواهد بود. در مورد یک رمزگذار چرخشی، اختلاف فاز برای چرخش در جهت عقربه‌های ساعت +90 درجه و برای چرخش خلاف جهت عقربه‌های ساعت 90- درجه یا برعکس آن است که به طراحی دستگاه بستگی دارد.

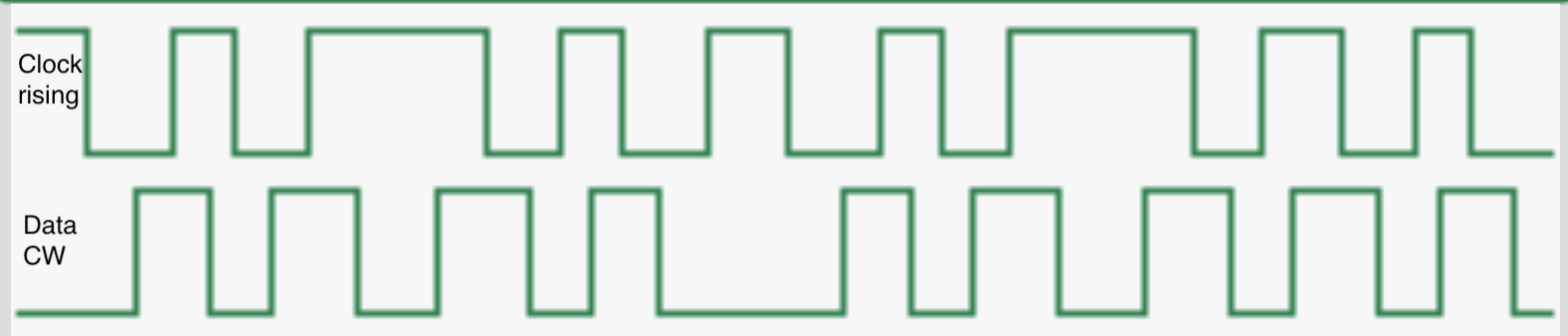
سیگنال های مربعی از یک شفت نوسانی.جهت ساعت‌گرد را از 'Data' در لبه بالارونده سیگنال 'Clock' بخوانید. با تغییر جهت شفت، شفت کند شده و معکوس می‌شود و عرض پالس‌ها و فاز را تغییر می‌دهد.

فرکانس پالس ها در خروجی A یا B به طور مستقیم با سرعت رمزگذار متناسب است؛ فرکانس‌های بالاتر نشان‌دهنده حرکت سریع است، در حالی که فرکانس‌های پایین‌تر نشان‌دهنده سرعت کمتر است. هنگامی که رمزگذار بی حرکت است، سیگنال های ثابت و بدون تغییر در A و B تولید می شوند. در انکودر های چرخشی، فرکانس نشان دهنده سرعت چرخش شفت انکودر و در انکودرهای خطی فرکانس نشان دهنده سرعت پیمایش خطی است.

#### تصاویر مفهومی از مکانیزم‌های حسگر انکودر مربعی
خروجی‌های انکودر مربعی می‌توانند توسط یک الگوی جابجایی مربعی که توسط حسگرهای تراز خوانده می‌شود، یا توسط یک الگوی ساده که توسط حسگرهای جابجایی خوانده می‌شود تولید شوند.

### دقت

رمزگذار چرخشی، با وضعیت های سیگنال A/B متناظر که در سمت راست با معکوس شدن شفت تغییر می کنند.

دقت یک رمزگذار افزایشی معیاری برای دقت اطلاعات موقعیتی است که تولید می کند. دقت رمزگذار معمولاً بر حسب تعداد پالس های A (یا B) در واحد جابجایی یا به طور معادل، تعداد سیکل های موج مربعی A (یا B) در واحد جابجایی مشخص می شود. د رمزگذارهای چرخشی، دقت به عنوان تعداد پالس در هر دور (PPR) یا چرخه در هر دور (CPR) مشخص می شود، در حالی که دقت رمزگذار خطی معمولاً با تعداد پالس‌هایی که برای یک فاصله حرکت خطی مشخص صادر می‌شود (مثلاً 1000 پالس در هر میلی‌متر) تعیین می‌شود.
این در تضاد با دقت اندازه‌گیری رمزگذار است که کوچکترین تغییر موقعیتی است که رمزگذار می‌تواند تشخیص دهد. هر لبه سیگنال در A یا B نشان‌دهنده تغییر موقعیت است. از آنجا که هر چرخه موج مربعی در A (یا B) شامل چهار لبه سیگنال (لبه بالارونده A، لبه بالارونده B، لبه پایین‌رونده A و لبه پایین‌رونده B) می‌شود، دقت اندازه‌گیری انکودر برابر با یک‌چهارم جابجایی توسط یک چرخه کامل خروجی A یا B است. به عنوان مثال، یک انکودر خطی با 1000 پالس در هر میلی‌متر دارای وضوح اندازه‌گیری برابر با 1 میلی‌متر / 1000 چرخه = 1 میکرومتر است، بنابراین دقت این انکودر 1 میکرومتر / 4 = 250 نانومتر است.

### تقارن و فاز

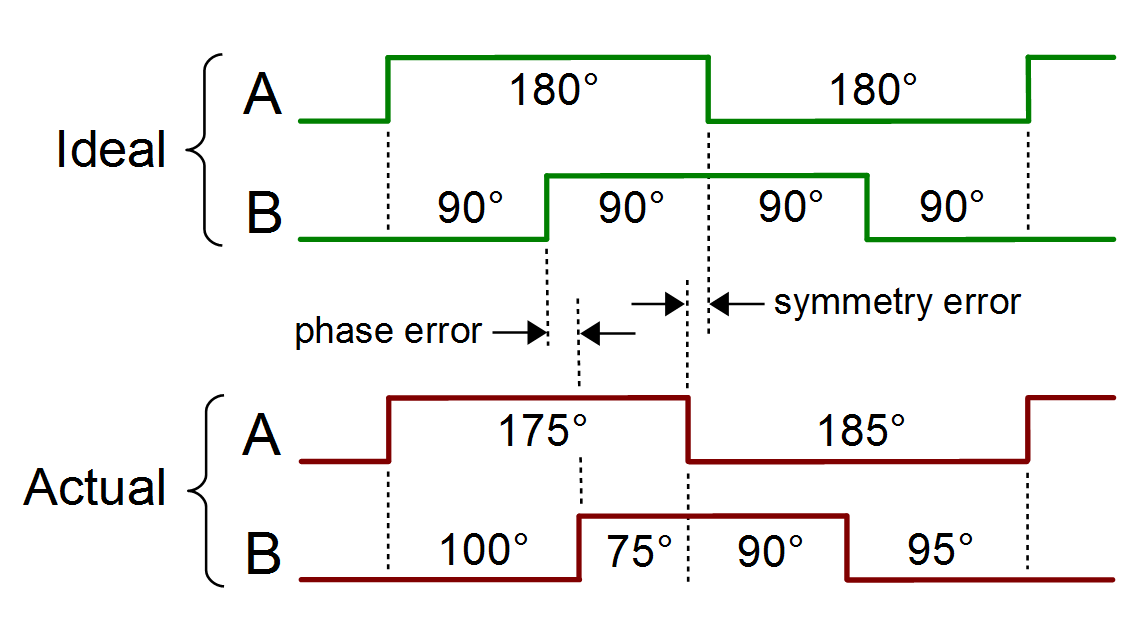
رمزگذارهای افزایشی به دلیل نقص حسگر، تقارن و خطاهای فازی را نشان می دهند

در حرکت با سرعت ثابت، رمزگذار افزایشی ایده‌آل امواج مربعی کامل را روی A و B تولید می‌کند یعنی پالس‌ها دقیقاً 180 درجه عرض داشته و دوره کاری 50٪ با اختلاف فاز دقیقاً 90 درجه بین A و B خواهد بود.  با این حال، در انکودرهای واقعی، به دلیل نقص‌های حسگر و تغییرات سرعت، عرض پالس‌ها هرگز دقیقاً ۱۸۰ درجه و اختلاف فاز هرگز دقیقاً ۹۰ درجه نیست. علاوه بر این، عرض پالس‌های A و B از یک چرخه به چرخه دیگر (و از یکدیگر) متفاوت است و اختلاف فاز در هر لبه سیگنال A و B تغییر می‌کند. بنابراین، هم عرض پالس و هم اختلاف فاز در یک محدوده از مقادیر متغیر خواهند بود.
برای هر رمزگذار خاص، محدوده‌های عرض پالس و اختلاف فاز به ترتیب با مشخصات «تقارن» و «فاز» تعریف می‌شوند. به عنوان مثال، در مورد رمزگذار با تقارن مشخص شده به صورت 25±180 درجه، عرض هر پالس خروجی حداقل 155 درجه و بیش از 205 درجه تضمین می شود. به طور مشابه، با فاز مشخص شده به صورت 20±90 درجه، اختلاف فاز در هر لبه A یا B حداقل 70 درجه و بیش از 110 درجه نخواهد بود.
رمزگذارهای افزایشی از انواع مختلفی از مدارهای الکترونیکی برای هدایت سیگنال های خروجی خود استفاده می کنند و سازندگان اغلب این توانایی را دارند که یک مدل رمزگذار خاص با هر یک از انواع درایور بسازند. انواع درایورهای موجود عبارتند از کلکتور باز، مکانیکی، پوش پول و تفاضلی RS-422.

### کلکتور باز

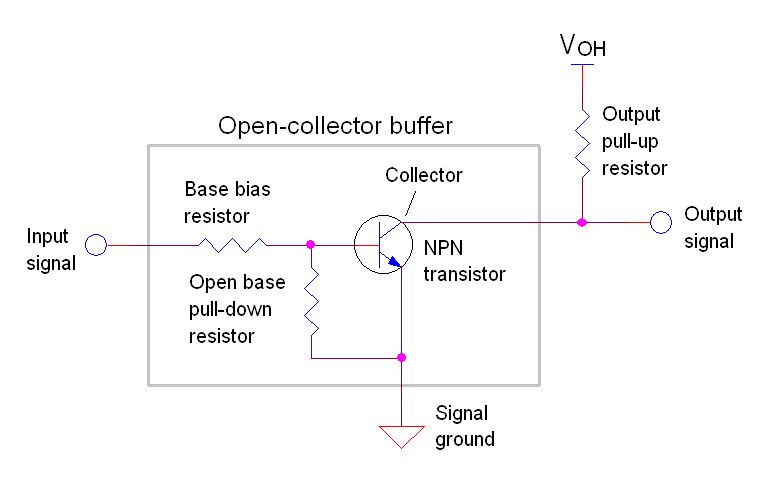
نمودار شماتیک یک درایور کلکتور باز معمولی. مقاومت pull-up خروجی در برخی از رمزگذارها تعبیه شده است. اگر ساخته نشده باشد، یک مقاومت خارجی مورد نیاز است.

درایورهای با ساختار کلکتور باز (با استفاده از ترانزیستور NPN یا درایورهای با ساختار درین باز با استفاده از یک MOSFET نوع N) امکان عملکرد در دامنه گسترده ای از ولتاژهای سیگنال را فراهم می کنند و اغلب می توانند جریان خروجی قابل توجهی را کاهش دهند که این ویژگی آن‌ها را برای درایو مستقیم حلقه‌های جریان، اپتو-ایزولاتورها و فرستنده‌های فیبر نوری مفید می‌سازد.
از آنجایی که نمی تواند جریان را تامین کند، خروجی یک درایور کلکتور باز باید از طریق یک مقاومت پول-آپ با ولتاژ مستقیم مثبت متصل شود. برخی از رمزگذارها یک مقاومت داخلی برای این منظور فراهم می کنند. برخی دیگر نیازی به مقاومت بیرونی ندارند. در مورد دوم، مقاومت معمولاً در نزدیکی رابط رمزگذار قرار دارد تا ایمنی در برابر نویز را بهبود بخشد.
ولتاژ سیگنال منطقی سطح بالای رمزگذار توسط ولتاژ اعمال شده به مقاومت پول-آپ (VOH در شکل شماتیک) تعیین می شود، در حالی که جریان خروجی سطح پایین توسط ولتاژ سیگنال و مقاومت بار (شامل مقاومت پول-آپ) تعیین می شود. هنگامی که درایور از سطح منطقی پایین به سطح بالا سوئیچ می کند، مقاومت بار و ظرفیت مدار با هم عمل می کنند تا یک فیلتر پایین گذر را تشکیل دهند، که باعث کشش (افزایش) زمان برخاستن سیگنال می‌شود و در نتیجه حداکثر فرکانس سوئیچینگ آن را محدود می‌کند.

### مکانیکی

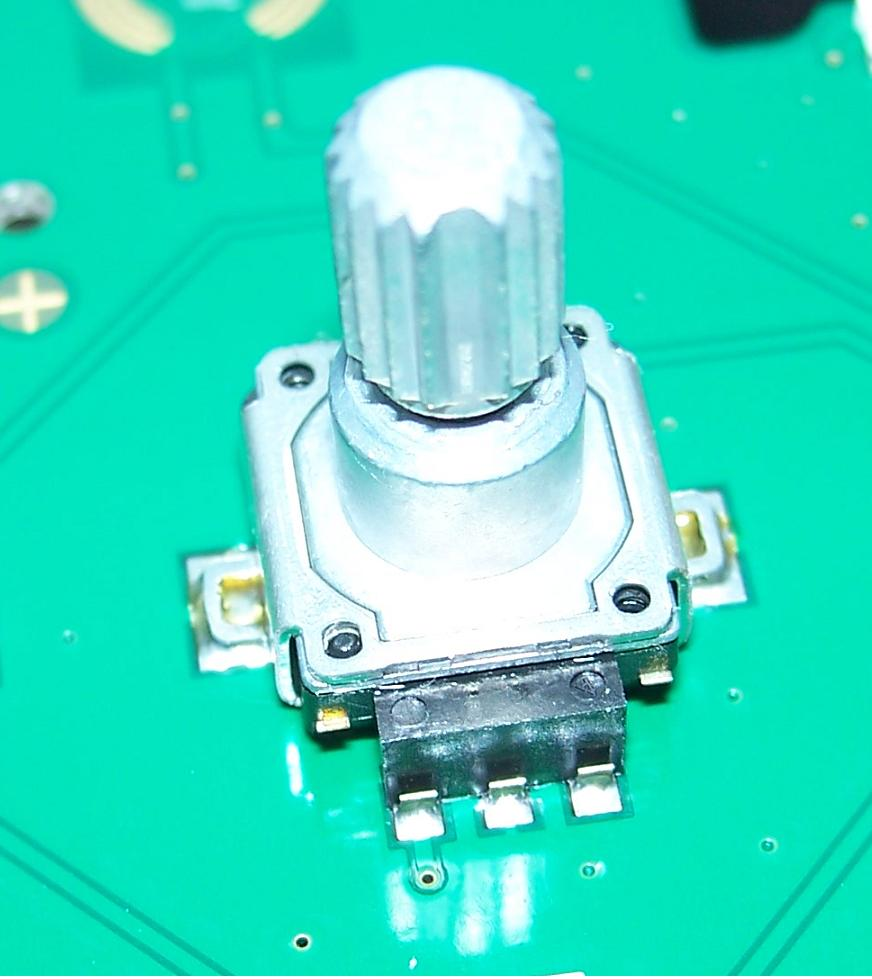
یک رمزگذار افزایشی مکانیکی چرخشی نصب شده روی PCB

رمزگذارهای افزایشی مکانیکی (یا تماسی) از کنتاکت های الکتریکی کشویی برای تولید مستقیم سیگنال های خروجی A و B استفاده می کنند.به طور معمول، کنتاکت‌ها در صورت بسته شدن به صورت الکتریکی به زمین سیگنال متصل می‌شوند تا خروجی‌ها به حالت low رانده شوند، که به طور موثر آنها را معادل مکانیکی درایورهای کلکتور باز می‌کند و بنابراین مشمول همان الزامات برای تولید سیگنال (یعنی مقاومت پول-آپ خارجی) می‌شوند.
حداکثر فرکانس خروجی توسط همان عواملی که بر خروجی‌های کلکتور باز تأثیر می‌گذارند، محدود می‌شود، و بیشتر توسط contact bounce (که باید فیلتر شود) و سرعت عملکرد کنتاکت‌های مکانیکی محدود می‌شود، بنابراین این دستگاه‌ها برای عملکرد فرکانس بالا بی کاربرد می‌شوند. علاوه بر این، کنتاکت ها تحت عملکرد عادی دچار سایش مکانیکی می شوند که عمر این دستگاه ها را محدود می کند. از طرف دیگر، رمزگذارهای مکانیکی ممکن است نسبتاً ارزان باشند و هیچ الکترونیک داخلی و فعالی نداشته باشند. این ویژگی‌ها رمزگذارهای مکانیکی را برای کنترل‌های دستی (مانند کنترل‌های صدا در تجهیزات صوتی و کنترل‌های ولتاژ در منابع تغذیه میزکار) و انواع دیگر کاربردهای کم کار و فرکانس پایین مناسب می‌سازد.

### پوش-پول
خروجی‌های پوش-پول (به عنوان مثال، TTL) معمولاً برای رابط مستقیم به مدار منطقی استفاده می‌شوند. اینها برای کاربردهایی که در آن رمزگذار و رابط در نزدیکی یکدیگر قرار دارند (به عنوان مثال، از طریق هادی های مدار چاپی یا کابل های محافظ کوتاه به هم متصل شده اند) مناسب هستند و از منبع تغذیه مشترک تغذیه می شوند، بنابراین از قرار گرفتن در معرض میدان های الکتریکی جلوگیری می کنند. و اثرات خط انتقال که ممکن است سیگنال ها را خراب کند و در نتیجه ردیابی موقعیت را مختل کند، یا فراتر از آن به رابط رمزگذار آسیب برساند را خنثی می کنند.
رمزگذار مطلق
ترانزیستور BJT
ترانزیستور MOSFET
لبه سیگنال